# オレクサンドル・ウシク 対 アンソニー・ジョシュア第2戦
オレクサンドル・ウシク 対 アンソニー・ジョシュア第2戦（オレクサンドル・ウシク たい アンソニー・ジョシュアたい2せん、別名Rage on the Red Sea）は、2022年8月20日にサウジアラビア・ジッダのキング・アブドゥッラー・スポーツシティで行われたプロボクシングの試合。WBA・IBF・WBO・IBO世界ヘビー級統一王者のウシクと、前王者のジョシュアが行うダイレクトリマッチ。興行はマッチルーム・スポーツとK2プロモーションズ・ウクライナとサウジアラビアの新興プロモーターであるスキル・チャレンジ・エンターテイメントの合同興行として行われ試合はDAZNがイギリスとウクライナを除く190の国と地域で配信され、イギリスがSky Sports Box Officeでペイ・パー・ビュー放送された。

## 試合までの経緯

### 再戦条項行使からウシクキエフ防衛隊入隊から試合まで
2021年10月10日、ジョシュアがウシク戦の再戦条項を行使した。
2022年3月3日、ウシクがCNNのインタビューで「いつリングに戻れるか本当にわからない。私にとって祖国と名誉はチャンピオンベルトよりも重要だ」と答え、4月頃に開催されるはずだったアンソニー・ジョシュアとの再戦を保留して、ウクライナ軍のキエフ領土防衛入隊した。
その後、2022年3月23日、ウシクがウクライナのスポーツ大臣の許可を得てポーランドに入り、同年夏のアンソニー・ジョシュアとのヘビー級タイトルマッチに向けたトレーニングキャンプを開始すると発表した。
2022年6月19日、両者のダイレクトリマッチがジッダ開催を発表した。
2022年8月13日、タイソン・フューリーがリングマガジン王座を返上する事を発表しこの試合の勝者に王座を認定する事を決定した。

## 対戦カード
^Note 1 WBA・IBF・WBO・IBO世界ヘビー級タイトルマッチ・リングマガジン世界ヘビー級タイトルマッチ
^Note 2 IBF世界ヘビー級挑戦者決定戦
^Note 3 WBC世界ライトヘビー級挑戦者決定戦